# Hamborn 07
El Hamborn 07 es un equipo de fútbol de Alemania que juega en la Landesliga Niederrhein, una de las ligas que conforman la sexta división nacional; y en los años 1940 participó en la Oberliga West, la desaparecida primera división nacional.

## Historia
Fue fundado en el año 1903 en la ciudad de Hamborn del distrito de Duisburgo con el nombre BC Hamborn y cuatro años después se fusiona con el SV Marxloh para crear al SV Hamborn 07, un equipo multideportivo, iniciando sus mejores años de existencia aunque se destaca su sección de balonmano, ganando el título nacional en 1958.
En la Copa de Alemania 1952-53 protagonizaron el primer partido transmitido por televisión ante el FC St. Pauli que ganaron 4-3 y un año después se fusionan con el SV Sportfreunde Hamborn para crear al equipo actual.
Durante el periodo de la Alemania nazi se convirtieron en uno de los equipos fundadores de la Gauliga Niederrhein, la cual ganó en la temporada 1941/42 y al finalizar la Segunda Guerra Mundial pasaron a jugar en la Oberliga West. En 1961 llegaron a las semifinales de la Copa de Alemania donde fueron eliminados por el 1. FC Kaiserslautern 1-2.

## Palmarés
- Gauliga Niederrhein: 1

1941/42